# Сушко Павло Миколайович
Павло́ Микола́йович Сушко́ (нар. 16 листопада 1979, Хмельницька область) — український політик, Народний депутат України IX скликання, заступник голови депутатської фракції політичної партії «Слуга народу» у Верховній Раді, голова підкомітету у сфері кінематографа та реклами, заступник голови Комітету Верховної Ради України з питань гуманітарної та інформаційної політики, голова Тимчасової слідчої комісії Верховної Ради України з питань розслідування випадків порушення прав дітей, член Постійної делегації ВРУ у Парламентській асамблеї Ради Європи, член Європейської кіноакадемії, член Української кіноакадемії, кінопродюсер, член Громадської ради Українського Оскарівського комітету.

## Біографія
Народився 16 листопада 1979 року в Хмельницькій області.
З 2000 року проживає в Харківській області.

## Освіта
З відзнакою закінчив Національну академію прикордонних військ України ім. Богдана Хмельницького (військова спеціальність — офіцер оперативно-тактичного рівня). Підполковник запасу.
У 2010 закінчив Національний юридичний університет імені Ярослава Мудрого.
У 2013 році закінчив Київський національний університет культури і мистецтв за напрямком «Кіно і телемистецтво (режисер телебачення)»
У 2024 закінчив КНУ ім. Тараса Шевченка. Здобув диплом магістра за освітньою програмою «Парламентаризм та парламентська діяльність».

## Професійна діяльність
Займав керівні посади в Державній прикордонній службі України (проходив службу в Харківському прикордонному загоні).
У 2016 році спродюсував повнометражного художнього фільму «DZIDZIO Контрабас», який увійшов в історію українського кіно, як перший фільм який окупив себе в прокаті.
З 2017 року читає лекції та проводить майстер-класи для студентів по продюсуванню кіно.
З 2017 року — член Української кіноакадемії.
У 2018 році голова журі «ZIFF» Запорізького міжнародного кінофестивалю короткого метру.
У 2018 році став членом Європейської кіноакадемії.
У 2018 році започаткував кінокомпанію «Prime Story Pictures».
У 2018 отримав нагороду «Золота Дзиґа» (в номінації кращий фільм в номінації «Вибір глядача») — за кіно «DZIDZIO Контрабас».

## Нагороди та відзнаки
- Нагороджений «Золотою Дзигою» від Української кіноакадемії у номінації вибір глядача як продюсер фільму «DZIDZIO Контрабас» (Україна. Режисер О. Борщевський).
- Нагороджений указом № 347/2009 Президента України державною нагородою — медаллю «За бездоганну службу ІІІ ступеня».
- Медаль «За мужність в охороні державного кордону України»
- Відзнака «За сумлінну службу в Державній прикордонній службі України»
- Медаль Державна прикордонна служба — «За віру та вірність»
- Медаль «15 років сумлінноï служби»
- Медаль «15 років Державній прикордонній службі Украïни»
- Медаль «20 років незалежності Украïни»
- Медаль «20 років Державній прикордонній службі Украïни»
- Відзнака «За службу на кордоні»
- Відзнака «Відмінний прикордонник» II ступеня
- Відзнака «20 років Східному регіональному управлінню»
- Відзнака «20 років Харківському прикордонному загону»
- Нагороджений відзнакою «За сприяння в охороні державного кордону» від Голови Державної прикордонної служби України — Сергія Дейнеко.

## Політична діяльність
Заступник голови депутатської фракції партії «Слуга Народу», Заступник голови Комітету Верховної Ради з питань гуманітарної та інформаційної політики, Голова підкомітету у сфері кінематографа та реклами Комітету Верховної Ради України з питань гуманітарної та інформаційної політики.
Наприкінці 2019 очолив міжфракційне депутатське об'єднання «Слобожанщина» до складу якого входить майже два десятки народних депутатів України. Більшість з них родом з Харкова та Харківської області.
Восени 2020 року ініціював, створив і очолив Міжфракційне депутатське об'єднання «За права дітей з особливими освітніми потребами». До нього увійшло понад півсотні народних депутатів, представників різних політичних сил у парламенті. В рамках МФО займається питаннями захисту прав дітей з інвалідністю.

## Критика
У 2022 році проголосував за містобудівну реформу, яка впроваджувалася в інтересах забудовників.